# Potorous longipes
Potorous longipes é uma espécie de marsupial da família Potoroidae endêmica da Austrália.